# الطويرات
قرية الطويرات هي إحدى القرى التابعة لمركز قنا في محافظة قنا في جمهورية مصر العربية. حسب إحصاءات سنة 2006، بلغ إجمالي السكان في الطويرات 18799 نسمة، منهم 9371 رجل و9428 امرأة.